# Thomas Conecte
Thomas Conecte, ou Connecte, fut un moine et prédicateur français. Né à Rennes, il commença ses sermons dans le nord de la France, dénonçant avec véhémence tant les vices du clergé que les tenues vestimentaires féminines, en particulier la hauteur des coiffures de celles-ci (hennins). Passant en Italie il sera écouté par d'immenses rassemblements, mais sera finalement appréhendé par ordre du pape Eugène IV  puis condamné et brûlé pour hérésie à Rome en 1433 ou 1434.
Sa prédication en Artois est décrite par Enguerran de Monstrelet dans sa chronique.